# Wittgendorf
Wittgendorf település Németországban, azon belül Türingiában. Lakosainak száma 164 fő (2022. december 31.).

## Népesség
A település népességének változása:

| 2022 | 164 |